# 国际村 (伊塞克阿塔区)
国际村（俄语：Интернациональный）是吉尔吉斯斯坦楚河州伊塞克阿塔区下辖的一个村。根据2009年吉尔吉斯共和国人口普查，全村人口为2808人。